# Donau Glaciaal
| Correlatieschema | Correlatieschema | Correlatieschema | Correlatieschema |
| Alpien           |                  | Scandinavisch    | M.I.S.           |
| ---------------- | ---------------- | ---------------- | ---------------- |
| Würm             | =                | Weichselien      | 2-5d             |
| Riss-Würm        | =                | Eemien           | 5e               |
| Riss             | =                | Saalien          | 6                |
| Mindel-Riss      |                  | ?                |                  |
| Mindel           | =                | Cromerien-A      | 16?              |
| Günz-Mindel      |                  | ?                |                  |
| Günz             |                  | Tiglien          | 92?              |
| Donau-Günz       |                  | ?                |                  |
| Donau            |                  | ?                |                  |
| Biber-Donau      |                  | ?                |                  |
| Biber            |                  | Pretiglien?      |                  |
| tabel 1          |                  |                  |                  |

De etage Donau (of Donau glaciaal) is een periode van vergletsjering in de Alpen gebaseerd op afzettingen in een terras van de Donau in het gebied van het Iller-Lech Plateau (Duitsland).
Het Donau glaciaal maakt deel uit van de Alpiene onderverdeling van het Pleistoceen. In het gebied van de Illergletsjer zijn 4 opvolgende terraslichamen bekend die men binnen deze periode plaatst. Het is mogelijk dat elk terraslichaam een koude periode weerspiegelt maar zeker is dat niet. Door diverse onderzoekers worden twee Donau glacialen onderscheiden: Donau I en Donau II. De interpretatie van deze tweedeling als twee aparte glacialen is niet onomstreden. Afgezien van enige bodemvorming zijn geen echte interglaciale afzettingen tussen beide terraslichamen gevonden. Voor de twee glacialen werden ouderdommen van 600-585 Ka en 550-540 Ka aangenomen. Nog afgezien van de juistheid van het bestaan van twee glacialen staan deze aangenomen ouderdommen in een ander licht door nieuw dateringsonderzoek (zie hieronder).
Voor Noord-Europa bestaat een andere indeling van het Pleistoceen die is gebaseerd op de vergletsjeringen vanuit Scandinavië. De term Donau wordt in het gebied van de Scandinavische vergletsjeringen dus niet gebruikt. Het is niet volledig bekend welke glacialen uit beide indelingen met elkaar in tijd overeenkomen (correleren) (Zie tabel 1).
Uit recent dateringsonderzoek is komen vast te staan dat het Günz Glaciaal een ouderdom van 2.35 Ma heeft, wat overeenkomt met M.I.S. 92. Het Donau-glaciaal gaat vooraf aan het Günz-glaciaal en komt daarom mogelijk overeen met één of meer koudere perioden in het Vroeg Tiglien en/of het Pretiglien. Omdat M.I.S. 100 de oudste glaciale periode is, resteren voor de hele periode van het Donau en het Biber Glaciaal vier koude perioden. Als alle terrassen binnen beide perioden (totaal negen) een aparte koude tijd weerspiegelen, dan is òf de datering van 2.35 Ma niet juist of hebben zich meer dan één terras binnen één koude periode gevormd. Er blijft ook nog de mogelijkheid bestaan dat één of meer terrassen zich voor het Pretiglien gevormd hebben (dus voor 2.558 Ma).